# Eigentliche Kuhantilopen
Die Eigentlichen Kuhantilopen (Alcelaphus) sind eine Gattung afrikanischer Antilopen aus der Tribus der Kuhantilopen (Alcelphini). Der gelegentlich auch im Deutschen verwendete Name Hartebeest kommt aus dem Afrikaans.

## Merkmale

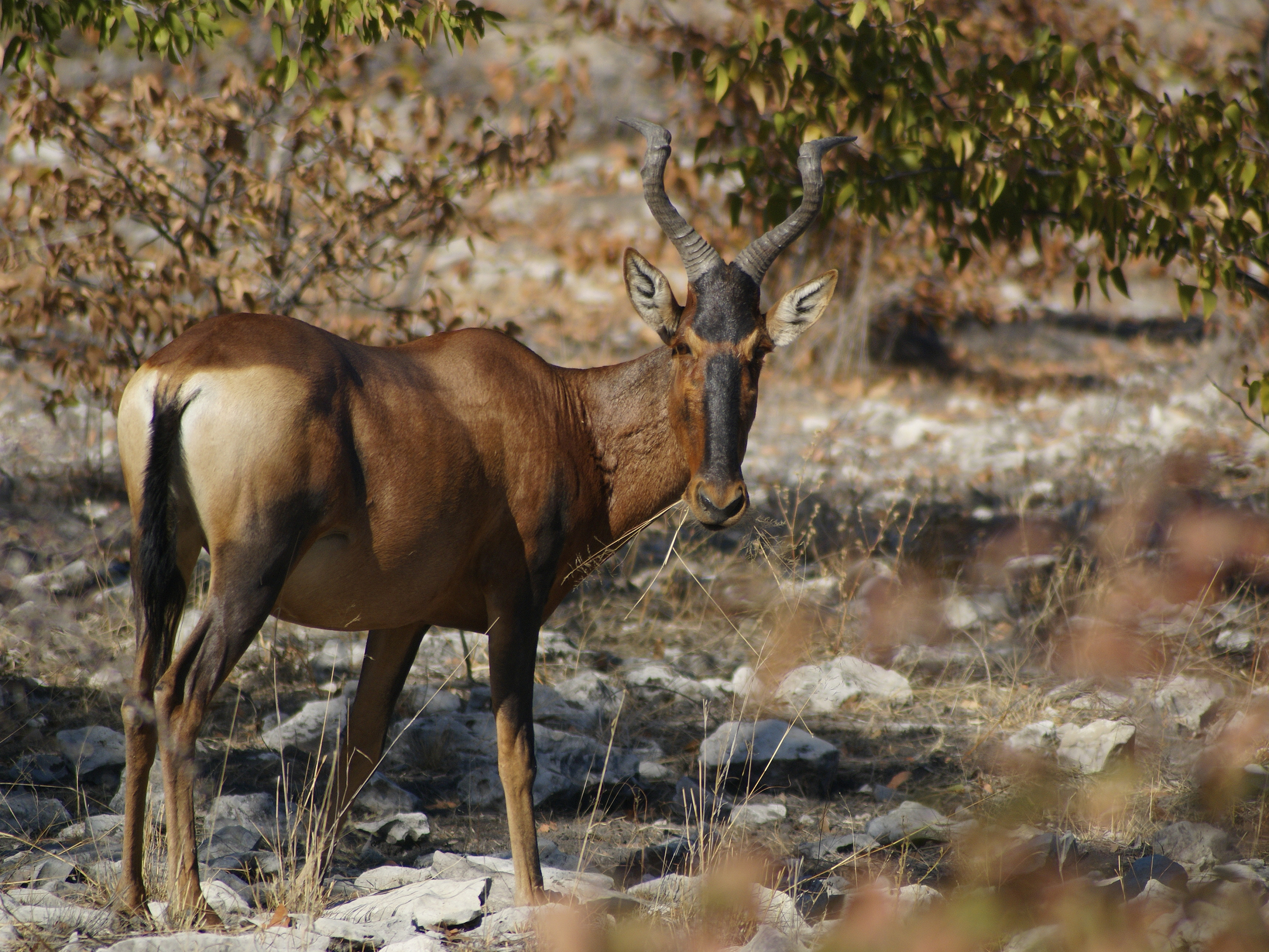
Südliche Kuhantilope (Alcelaphus caama) im Etosha-Nationalpark

Mit einer Kopf-Rumpf-Länge von 160 bis 250 cm, einer Schulterhöhe von 108 bis 150 cm und einem Gewicht von fast 120 bis 185 kg sind diese Antilopen relativ groß. Das Fell ist je nach Art hellgrau bis rotbraun. Markant sind die schwarze Zeichnung in der Mitte des langen Gesichts und der Beine sowie ein deutlich hellgelber oder gebrochen weißer Spiegel. Ebenso eindeutig und unverwechselbar ist die Form der Hörner, die aus einem gemeinsamen Stamm wachsen und sich dann in der Form einer Leier nach außen und oben biegen. Sie werden 70 cm lang und werden von beiden Geschlechtern getragen, sodass diese sich nur schwer unterscheiden lassen. Auffällig ist auch der besonders hohe Widerrist.

## Verbreitung

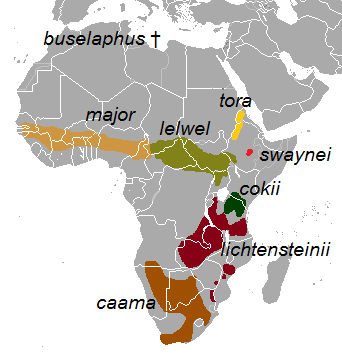
Verbreitungsgebiet der Eigentlichen Kuhantilopen einschließlich der Lichtenstein-Kuhantilope (A. lichtensteinii)

Die Eigentlichen Kuhantilopen waren einst weit über die trockenen Savannen Afrikas verbreitet, von der Mittelmeerküste bis zum Kap. Angeblich sollen Vertreter auch in Palästina vorgekommen sein, doch Beweise dafür sind dürftig. Im südlichen Ostafrika wird die Gattung von der Lichtenstein-Antilope vertreten. Heute sind die Eigentlichen Kuhantilopen in weiten Teilen ihres ehemaligen Verbreitungsgebiets ausgerottet.

## Lebensweise

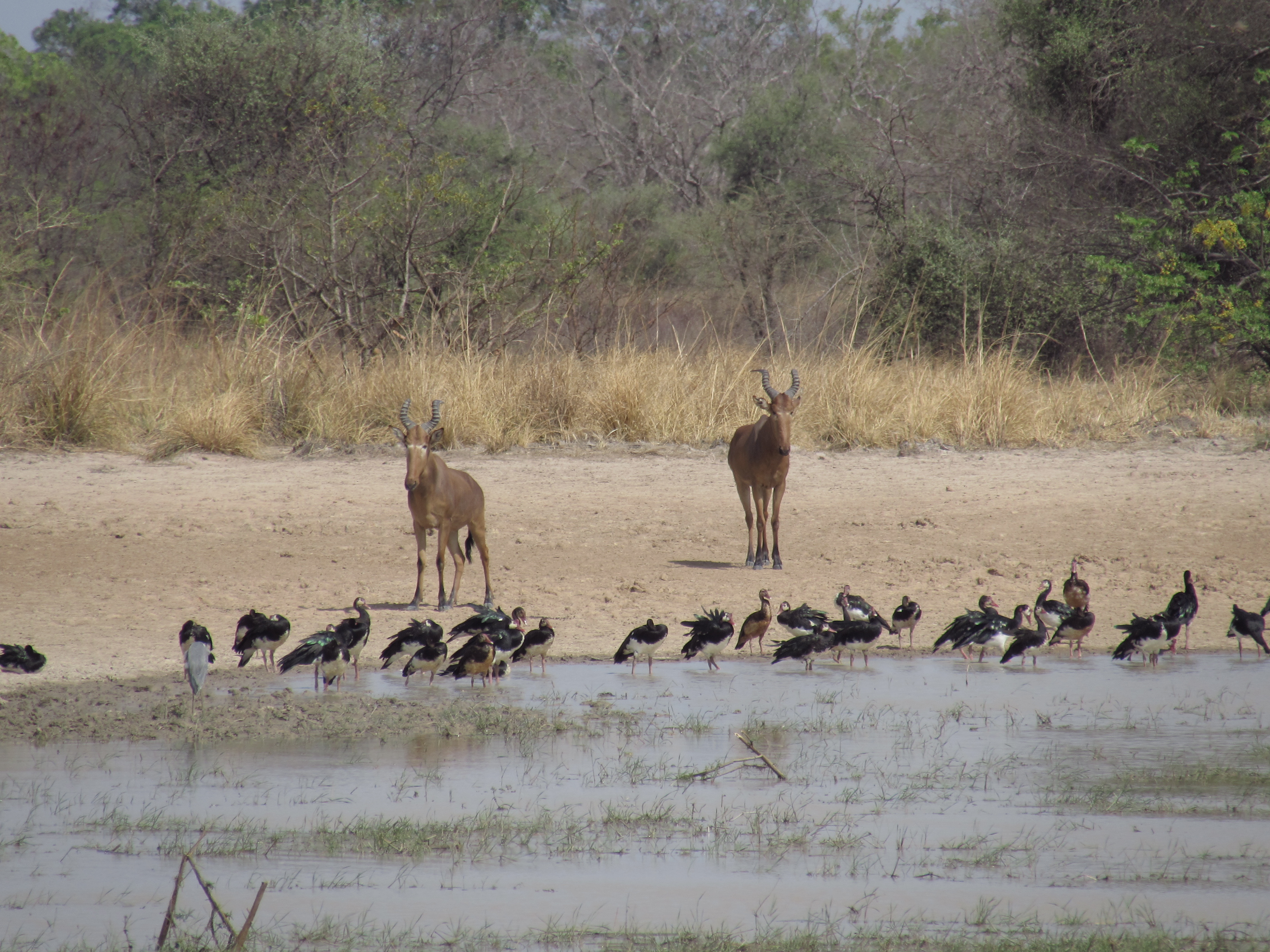
Westafrika-Kuhantilopen im Pendjari-Nationalpark

Die Eigentlichen Kuhantilopen sind tagaktive, in Herden lebende Antilopen. Wie viele andere Antilopen auch sind die Herden nach Geschlechtern getrennt. Weibchen und Jungtiere sammeln sich zu Gruppen von durchschnittlich 300 Tieren; diese Herden können auch bedeutend größer werden, vor allem im Serengeti-Nationalpark, in dem es insgesamt 18.000 Kuhantilopen gibt. Junge Männchen bilden häufig Junggesellengruppen, die überwiegend klein, in Einzelfällen bis zu 35 Individuen zählen. Im Alter von etwa vier Jahren werden die Männchen zu territorialen Einzelgängern. Sie verteidigen einen Eigenbezirk gegen Geschlechtsgenossen und erheben Anspruch auf alle darin lebenden Weibchen. Im Alter von acht Jahren sind die Männchen zu schwach für diese Kämpfe und verlieren ihre Territorien; sie wandern dann allein umher und versuchen, anderen Männchen aus dem Weg zu gehen. Die Lebensdauer kann zwanzig Jahre betragen; allerdings werden wenige älter als zehn Jahre.
Eigentliche Kuhantilopen sind typische Grasfresser, die allerdings gelegentlich auch Kräuter und Laub von Büschen fressen. Sie trinken wenn möglich regelmäßig, können aber auch lange ohne Wasser auskommen. Auf der Flucht erreichen sie fast 80 km/h.

## Arten
- Nordafrikanische Kuhantilope (Alcelaphus buselaphus (Pallas, 1766)); diese Art ist in den 1920ern infolge intensiver Bejagung ausgestorben; sie war nördlich der Sahara von Marokko bis Ägypten verbreitet
- Südliche Kuhantilope oder Kaama-Kuhantilope (Alcelaphus caama (É. Geoffroy Saint-Hilaire, 1803)); im südlichen Afrika
- Kongoni-Kuhantilope oder Cokes Kuhantilope (Alcelaphus cokii Günther, 1884); das Kongoni lebt in den Savannen Kenias und Tansanias und ist die mit Abstand häufigste Art
- Lelwel-Kuhantilope (Alcelaphus lelwel (Heuglin, 1877)); im Tschad, in der Zentralafrikanischen Republik und in Uganda
- Lichtenstein-Antilope (Alcelaphus lichtensteinii (Peters, 1852))
- Westafrika-Kuhantilope (Alcelaphus major (Blyth, 1869)); in Savannen Westafrikas
- Somalia-Kuhantilope (Alcelaphus swaynei (Sclater, 1892)); ebenfalls bedroht; einst in Somalia beheimatet, heute nur noch vereinzelte Populationen im äthiopisch-somalischen Grenzgebiet
- Tora-Kuhantilope (Alcelaphus tora Gray, 1873); das Tora ist in Äthiopien und Eritrea verbreitet und wird von der IUCN als stark gefährdet eingestuft.

Die Lichtenstein-Antilope wurde teilweise in die eigene Gattung Sigmoceros eingeordnet, genetischen Analysen zufolge ist sie aber sehr nah mit der Südlichen Kuhantilope verwandt. Die Südliche Kuhantilope, die durch ein auffallend rotbraunes Fell und charakteristisch schwarze Fellzeichnungen im Gesicht und an den Beinen gekennzeichnet ist, war fast ausgerottet, konnte aber in einigen Nationalparks überleben und wird inzwischen wieder häufiger.
In der Regel wurden die heute anerkannten Formen im 19. Jahrhundert als eigenständige Arten eingeführt. Im Jahr 1929 schoben A. E. Ruxton und Ernst Schwarz alle Vertreter des nördlichen, östlichen und westlichen Afrikas auf Unterartniveau innerhalb der Art Alcelaphus buselaphus. Darüber hinaus erkannten sie die südafrikanischen Formen Alcelaphus lichtensteini und Alcelaphus caama als eigenständig an. Somit beschränkten sie die Eigentlichen Kuhantilopen auf drei Arten. Später wurden auch die südafrikanischen Formen in Alcelaphus buselaphus eingegliedert, wodurch die Art im Verlauf des 20. Jahrhunderts aus bis zu acht Unterarten bestand. Molekulargenetische Studien im Übergang zum 21. Jahrhundert erkannten dann innerhalb der Eigentlichen Kuhantilopen drei eigenständige Linien: eine westliche mit der Westafrika-Kuhantilope, eine östliche mit der Kongoni-, der Lelwel-, der Somalia- sowie der Tora-Kuhantilope und eine südliche mit der Lichtenstein- sowie der Südlichen Kuhantilope. Die westliche und die östliche Linie standen sich genetisch näher, während die südliche als Schwestergruppe fungierte. Innerhalb der östlichen Gruppe bildete die Tora- und die Somalia-Kuhantilope jeweils eine monophyletische Gruppe, jedoch gab es zwischen der Somalia-Kuhantilope und den beiden anderen östlichen Vertretern eine größere Mischgruppe. Untergeordnet traten auch zwischen der westlichen und östlichen Linie einzelne Überschneidungen auf. Peter Grubb nahm den genetischen Befund im Jahr 2005 zum Anlass, die beiden südlichen Formen wieder als eigenständig anzuerkennen, so dass die Gattung seiner Meinung nach wieder drei Arten umfasste. Während einer Revision der Hornträger aus dem Jahr 2011 verschoben Colin P. Groves und Grubb ebenfalls unter Berufung auf die molekulargenetischen Daten auch die westlichen und östlichen Formen erneut in den Artstatus. Innerhalb der Eigentlichen Kuhantilopen sind damit nun acht rezente Arten anerkannt, von denen die Nordafrikanische Kuhantilope allerdings in jüngerer Zeit ausgestorben ist.

## Gefährdung
Trockenheit und Krankheiten können die Populationen schnell verkleinern. Besonders stark verringern sich Kuhantilopenbestände bei Konkurrenz durch Viehherden. Auch Bejagung stellt mancherorts eine Bedrohung dar.